# Diploceraspis
Diploceraspis foi um anfíbio da subclasse Lepospondyli. Viveu em Ohio durante o período Permiano. Assemelha-se bastante com o Diplocaulo, e é seu parente. Em geral apresenta as mesmas semelhanças do Diplocaulus.